# Teamo Supremo
Teamo Supremo est une série télévisée d'animation américaine en 39 épisodes de 22 minutes créée par Phil Walsh, produite par Walt Disney Television Animation et diffusée entre le 19 janvier 2002 et le 17 août 2004 sur le réseau ABC et Toon Disney.
En France, la série fut diffusée sur Toon Disney, et en Belgique sur Club RTL.

## Synopsis
De l'action pour ces trois enfants super-héros bien décidés à protéger leur pays contre les forces du mal, tout en réussissant en même temps à terminer leurs devoirs.

## Fiche technique
- Titre original et français : Teamo Supremo
- Créateur : Phil Walsh
- Société de production : Walt Disney Television Animation
- Pays : États-Unis
- Langue d'origine : Anglais

## Voix
Spencer Breslin
Alanna Ubach

## Liste des épisodes
Episode ?x01 : Inconnu (VO : In the Beginning… / Duly Deputized Super Agents!).
Episode ?x02 : Inconnu (VO : And Then There Were Two… / Who Invited the Birthday Bandit?).
Episode ?x03 : Inconnu (VO : My Sister the Spy! / Sinister Substitute!).
Episode ?x04 : Inconnu (VO : Grounded! / The Baron and the Baby Brother!).
Episode ?x05 : Inconnu (VO : The Chief’s New Groove / Capitol Offense!).
Episode ?x06: Inconnu (VO : Danger Dirigibles! / Enter the Cheapskate!).
Episode ?x07 : Inconnu (VO : Appetite For… Dessert! / It’s Crandall’s Birthday – Bandit!).
Episode ?x08 : Inconnu (VO : The Sinister Stylist! / Running the Gauntlet!).
Episode ?x09 : Inconnu (VO : Attack of the Stuffed Stuff! / Reservoir Frogs!).
Episode ?x10 : Inconnu (VO : Sounds of the Songstress! / Calling Captain Excellent!).
Episode ?x11 : Inconnu (VO : Pogo Panic! / Enter Dr. ‘Droid!).
Episode ?x12 : Inconnu (VO : Mr. Vague Does Something… / The Big Put-Down!).
Episode ?x13 : Inconnu (VO : The Return of Technor! / A Monumental Crisis!).
Episode ?x14 : Inconnu (VO : You Better Start Calling Me Chief! / When Elements Unite!).
Episode ?x15 : Inconnu (VO : The Haunted House on Horror Hill! / An Appointment With the Dentist!).
Episode ?x16 : Inconnu (VO : Getaway Car-Go! / Enter Lord Druid!).
Episode ?x17 : Inconnu (VO : Electronica’s Game! / The Angler’s Angle!).
Episode ?x18 : Inconnu (VO : Thog the Caveman Returns! / Mr. Large’s Slippery Scheme).
Episode ?x19 : Inconnu (VO : Out of the Past / The Sinister Shillelagh!).
Episode ?x20 : Inconnu (VO : The Parents From Another Planet! / The Birthday Bash!).
Episode ?x21 : Inconnu (VO : The Sinister Sloppy Joe! / Sun, Surf, Sand… and Skull?).
Episode ?x22 : Inconnu (VO : The Big Image Problem! / Not on My Cinco De Mayo!).
Episode ?x23 : Inconnu (VO : Things That Go Bump in the Night! / Will of the People!).
Episode ?x24 : Inconnu (VO : Happy Holidays Mr. Gruff / The Grandfather Show).
Episode ?x25 : Inconnu (VO : Electronica’s Game 2! / Tossing the Gauntlet!).
Episode ?x26 : Inconnu (VO : Doin’ the Supremo! / Beware of the Bungler!).
Episode ?x27 : Inconnu (VO : Going It Alone! / Out to Dry!).
Episode ?x28 : Inconnu (VO : Play It Again Songstress!).
Episode ?x29 : Inconnu (VO : Brenda’s Birthday Bandit! / Raising The State!).
Episode ?x30 : Inconnu (VO : Welcome to the Magna Mall! / The Baron’s Blitz!).
Episode ?x31 : Inconnu (VO : Pyrite and Pirate! / The Chief of Cheer!).
Episode ?x32 : Inconnu (VO : Cloaked Paulson, Mr. Skull / 3, 2, 1… Teamo!).
Episode ?x33 : Inconnu (VO : Something Cheesy Comes This Way / Cartoons of Doom!).
Episode ?x34 : Inconnu (VO : State of Chaos / Science Friction!).
Episode ?x35 : Inconnu (VO : Will You Be My Valentine Bandit? / Unidentifiable Goopy Substance!).
Episode ?x36 : Inconnu (VO : The Mark of Comrade Z).
Episode ?x37 : Inconnu (VO : Teamo Rocks! / The Wrath of Scooter Lad!).
Episode ?x38 : Inconnu (VO : Word Search / Micro Supremo).
Episode ?x39 : Inconnu (VO : The Governor’s Analyst / The Gauntlet’s New Gloves!).